# Clematis pseudopterantha
Clematis pseudopterantha är en ranunkelväxtart som beskrevs av Yuichi Kadota och Nob.Tanaka. Clematis pseudopterantha ingår i släktet klematisar, och familjen ranunkelväxter. Inga underarter finns listade i Catalogue of Life.